# Let There Be Rock: The Movie
 Let There Be Rock: The Movie - Live in Paris  — концертний альбом австралійської хард-рок-групи AC/DC, випущений як подвійний альбом у складі бокс-сета Bonfire, у 1997 році. Один із двох концертних альбомів (поряд із Live from the Atlantic Studios), що увійшли до даного бокс-сета.

## Про альбом
Диск був записаний на концерті в Pavillon de Paris, у Парижі 9 грудня 1979, протягом концертного туру в підтримку альбому Highway to Hell. Відеозапис цього концерту був виданий як відеоальбом AC/DC: Let There Be Rock у 1980 році. Однак, на відміну від відео, цей альбом також включає у себе пісню «T.N.T.», і на ньому відсутні інтерв'ю з членами групи.
Видання включає в себе пісні з альбомів Let There Be Rock, T.N.T., Powerage, і Highway to Hell. Обкладинка альбому практично ідентична обкладинці міжнародної версії Let There Be Rock, але вона виконана в інших тонах, а з усієї групи на ній залишився тільки Янг  Ангус.

## Учасники запису
- Бон Скотт — вокал
- Янг Ангус — соло-гітара
- Малколм Янґ — ритм-гітара, бек-вокал
- Вільямс Кліфф — бас-гітара, бек-вокал
- Філ Радд — ударні